# Euryapsida
Euryapsida é um grupo polifilético de répteis marinhos extintos que possuíam um crânio do tipo euriápsido, provido de uma abertura temporal superior, situada entre os ossos pariental, pós-orbital e esquamosal. Difere dos sinápsidas, que também tem apenas uma abertura, pela posição da fenestra temporal, que fica numa posição mais baixa.
O termo Enaliosauria já foi usado para ictiossauros e plesiossauros combinados também.

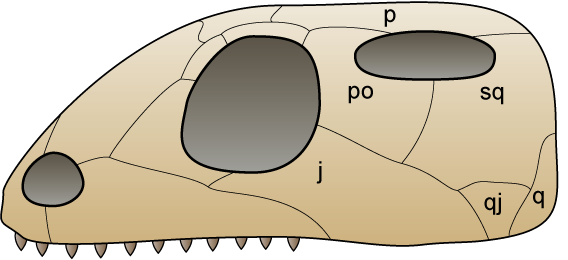
Crânio euriápsido.